# Kattens bord
Kattens bord, engelsk originaltitel The Cat's Table, är en roman av den lankesisk-kanadensiska författaren Michael Ondaatje som publicerades på engelska 2011 samt i svensk översättning av Nille Lindgren 2013. Boken handlar om den elvaårige pojken Michael som utan ressällskap skall ta sig från Colombo till England med en oceanångare.

## Handling
Berättaren och protagonisten är Michael, en elvaårig pojke som ensam går ombord på en oceanångare - Oronsay - i Colombo för att via Suezkanalen och Medelhavet ta sig till England. Under måltiderna på båten placeras Michael vid "kattens bord" - det bord som är längst bort från kaptenens bord - med pojkarna Ramadhin och Cassius samt andra missanpassade karaktärer. Genom romanen följer man Michael och pojkarnas äventyr medan de är ombord på Oronsay, såväl som Michaels senare perspektiv när han som en gammal man ser tillbaka på sin barndoms resa.

## Mottagande
Liesl Schillinger menade i en recension för The New York Times - trots att hon noterade Ondaatjes bifogade konstaterande att Kattens bord är ett fiktivt arbete - att "Ondaatjes levandegörande av sin berättares erfarenheter är så övertygande att läsaren lätt kan missta dem för författarens egna. I The Daily Telegraph gav Philip Hensher en till största delen positiv recension, och skrev att "Michael Ondaatjes nya imponerande roman innehåller drömmar och fantasi mellan ett skepps sidor. Det är - rent etymologiskt - en 'wonderful' roman: full av under." Adam Mars-Jones är i sin recension i The Observer mindre imponerad och skriver att "Kattens bord kanske försöker uppnå en ... dubbelhet i struktur och betydelse, med dess äventyrliga berättelser som backas upp av de vuxna erfarenheternas djupare färger, men på det författarmässiga planet lever det inte upp till förväntningarna."